# تيرانت الأبيض
تيرانت الأبيض أو تيرانت لو بلانتش (بالإسبانية: Tirant lo Blanch)‏ هي رواية فالنسية إسبانية عن الرومانسية والشهامة. كتبت في القرن الرابع عشر من قبل الفارس الفالنسي جوان مارتورل، بعد وفاته أكمل صديقه مارتي خوان دي غالبا كتابتها وقام بنشرها في سنة 1490. كتبت باللغة الكتالونية ونشرت في مدينة فالنسيا. تتكلم الرواية عن الفارس تيرانت من بريتانيا في فرنسا وحكاياته بتنقله عبر أنحاء أوروبا. يقاتل لصالح كل من إنجلترا وفرنسا وثم يقرر الذهاب نحو القسطنطينية لأجل مساعدة البيزنطيين في قتالهم ضد العثمانيين. يعطيه البيزنطيون هناك لقب دوق ويقوم بترأس جيش، ينجح به بهزيمة العثمانيين وبحماية القسطنطينية من الغزو. بعد ذلك يقوم بمحاربة العثمانيين في مناطق مختلفة من البحر المتوسط وشمال أفريقيا ويقتل في إحدى معاركه قبل زواجه الموعود من ابنة الإمبراطور البيزنطي.